# 백지묵서 묘법연화경 권7
백지묵서 묘법연화경 권7(白紙墨書 妙法蓮華經 卷七)은 서울특별시 용산구 국립중앙박물관에 있는, 조선시대의 필사본 불경이다. 1992년 7월 28일 대한민국의 보물 제1139호로 지정되었다.

## 개요
묘법연화경은 줄여서 '법화경'이라고 부르기도 하며, 부처가 되는 길이 누구에게나 열려 있다는 것을 중요사상으로 하고있다. 천태종의 근본 경전으로 화엄경과 함께 한국 불교사상 확립에 크게 영향을 끼친 경전이다.
이 책은 흰 종이에 먹으로 쓴 것인데 법화경 7권 가운데 마지막권이며, 병풍처럼 펼쳐서 볼 수 있는 첩장의 형태이며, 크기는 세로 35.6cm, 가로 139cm이다. 책 맨 뒤의 조선 태종 5년(1405)에 각지(角之)가 쓴 기록을 보면, 도인(道人) 신운(信雲)이 돌아가신 부모님이 고통과 번뇌에서 벗어나 열반에 이르기를 기원하기 위해 책을 펴냈다고 한다. 이때 법화경 이외에도 법망경, 금강경, 보현행원품을 함께 만들면서 본문 글씨를 먹으로 쓰고, 표지를 금·은색으로 정교하게 장식하였다고 하나 표지가 없어져 본래 모습을 확인할 수 없다. 
책의 첫머리에 약간의 누락이 있지만 조선 초기의 사경(寫經: 정성들여 경문을 쓰고 장엄하게 꾸민 불경)을 연구하는데 중요한 자료가 된다.

## 같이 보기
- 묘법연화경

## 참고 자료
- 백지묵서 묘법연화경 권7 - 국가유산청 국가유산포털